# 蒲田魔女
『蒲田魔女』（かまたまじょ）は、かずといずみによる4コマ漫画。『4コマnanoエース』（角川書店）において、2011年 Vol.2から2012年 Vol.13まで連載された。単行本は単巻。

## 概要
作者にとって久しぶりとなる連載作品。作者の出身地である東京都大田区の蒲田を舞台としている。新刊発売を記念して芳林堂書店では全店で4コマペーパー、とらのあなでは「幻の最終回」の特典がつけられた。また、芳林堂書店においては大井町店などでサイン本が数量限定で販売された。

## あらすじ
蒲田を活動拠点としている魔女（通称：蒲田魔女）は、乙女の願い事を叶える仕事を生業としていた。乙女の願いを叶える報酬として乙女から魔力を吸い取るのだが、その方法はキスであった。ある日、蒲田魔女は矢口羽子という最近蒲田に引っ越してきたばかりの少女と出逢う。羽子は蒲田魔女が落とした杖を届けに来たのである。杖を届けて貰ったお礼に願い事を叶えてあげると言ったが、羽子は特に願い事が無かったため、代わりに蒲田の街を案内することにした。一通り蒲田の街を案内した後、報酬として魔力を吸い取るため、羽子にキスをした際、蒲田魔女は羽子が魔力を無限に出すことのできる特異体質であることを知る。以後、魔力獲得を建前に半ば羽子のストーカーとなり…。

## 登場人物・猫
登場人物の苗字は全て東京都大田区内の地名や駅名から採られている（魔女を除く）。
ニボシ・ティティ（源氏名：マリリン）
主人公。通称・蒲田魔女。12月18日生まれ、イギリス出身、121歳。身長148cm、体重40Kg、スリーサイズ「B75W60H70」。蒲田に住んでいる理由は、商店街や観覧車が気に入ったから。
真面目だが、ドジでよくを失敗する金髪メガネっ娘。誰に対しても敬語で話をする。箒を失くすなど、ドジであるが意外と博識で頭が良い。姉である品川魔女との姉妹仲は悪い。好きな食べ物・飲み物は餃子・ビール。嫌いな食べ物は茄子。趣味はバーボンロードで呑み歩くことと餃子作り。常に金欠状態であり、何度も夜逃げしている。頭に付いている魔力ゲージの水晶は取り外し可能であり、無くしても新しく生えてくる。魔女の秘薬として「ネコナール」「ヒトナール」を所持している。
矢口羽子（やぐち はねこ）
3月20日生まれ、千葉県出身、15歳→16歳。身長165cm、体重50Kg、スリーサイズ「B80W55H75」。
最近になって蒲田に引っ越してきた少女。無表情で威圧感がある（蒲田魔女も初対面の際には彼女の出す威圧感に「今までの子と何か違う」と感じ、ビビっている。）。母親とは死別、父親と2人暮らし。家事が得意で餃子も上手に作っている。一方で学力は低く、全ての教科で追試となる。魔力を無限に生成できる特異体質であり、本来ならキス後に魔女のことを忘れるはずだが忘れずに覚えていられることが可能。しかし、百合気質ではないため、魔力獲得のために昼夜を問わずに付きまとう蒲田魔女をストーカー扱いしている。
好きな食べ物は寿司。嫌いな食べ物は野菜。
苗字は大田区内の地名「矢口渡」、名前は「羽田」と「羽根つき餃子」から採られている。
品川魔女（しながわまじょ）
蒲田魔女の双子の姉。本名不明（妹と同様にコンプレックスがある名前らしい）。12月18日生まれ、イギリス出身、121歳（自称：永遠の20歳）。身長170cm、体重52Kg、スリーサイズ「B98W58H88」。
多才なエリート魔女。妹とは仲が悪く、自分よりもずっと能力の劣る妹をイジメて楽しんでいる。
趣味は、妹いじめ、乙女を誘惑すること、競馬。
B98cmの爆乳。肝心な所でミスをする。羽子に人工呼吸されて一命を取り留め、以降羽子に恋するようになる。 使い魔（猫：ノリオ）を巧く飼いならしているが、ノリオが執務に従順すぎるためか、スケジュール遂行のために強制的に帰らされることもある。品川を居住地かつ活動拠点にしている理由は車の品川ナンバーに憧れていたため。大崎ゲートシティの高級マンションに住んでいる。
長原未子（ながはら みこ）
羽子のクラスメイトで学級委員。12月31日生まれ、東京都大田区蒲田出身、15歳。身長155cm、体重48Kg、スリーサイズ「B83W68H88」。
家族は両親・祖父母の他に姉が3人いる。4人姉妹の末っ子であり、家では目立たないので目立ちたがる願望が強い。
両親ともに教師なこともあり、成績優秀。コスプレが趣味（周りには隠している）。羽子とは紆余曲折を経て友人になる。
苗字は大田区内の駅名「長原」から採られている。
千鳥梅花（ちどり うめか）
魔女に憧れている小学6年生の少女。2月14日生まれ、東京都大田区蒲田出身、11歳。身長142cm、体重30Kg、スリーサイズ不明。
蒲田で「蒲田の魔女」として、魔女に成り済ましていた。心の底から魔女になりたがっている。努力家であるが、魔女を目指す動機は「世界を恐怖と混乱に陥れたい」という自己中心的な理由による。新蒲田の豪邸に住み、小遣いは月に10,000円も貰っている。実家は料亭。周囲からチヤホヤされて育ったため、偏った考え方の性格に育った。当初は蒲田魔女に弟子入りするが、途中で割り込んできた品川魔女の能力に魅せられ、あっさり蒲田魔女を裏切って品川魔女の弟子になる。
趣味は占い・手相・魔法を勉強すること。
苗字は大田区内の地名「千鳥」、名前は「梅屋敷」から採られている。
鳥居すみれ（とりい すみれ）
羽子の学校の教員で、担当教科は数学。8月18日生まれ、埼玉県出身、34歳。身長160cm、体重49Kg、スリーサイズ「B83W66H90」。
真面目で教育熱心な美人。性格もやさしく、生徒から人気がある。女性ばかりの家庭で育ったが故に男性が苦手。百合気質があり、羽子に対して恋心を持っている。
趣味は学校行事で燃えること、自分磨き。
好きな食べ物はケーキで、嫌いな食べ物は特にない。
苗字は大田区内の駅名「大鳥居駅」から採られている。
矢口航一（やぐち こういち）
羽子の父親であり、妻に先立たれた寡。9月1日生まれ、静岡県出身、40歳。身長177cm、体重65Kg、スリーサイズは設定なし。
177cmの長身かつ細身のイケメン。全国津々浦々飛び回っては顧客に謝るという謎の仕事をしており、職階は課長で「お客様相談係」所属。全国を渡り歩くことから、趣味は日本各地のラーメンを食べること。職業病により、対面者に対して些細なことでもすぐに深々と頭を下げて謝る。
好きな食べ物はラーメン・羽子の手料理。
スミコ
蒲田魔女の元使い魔。現在は高級猫カフェ「ニャポレオン」の指名ナンバー1で、源氏名は「アンジェリーナ」。4月15日生まれ、東京都出身、3歳。種別は雑種。
仔猫の頃に親猫とはぐれて泣いていたところを蒲田魔女に保護され、育てられた。蒲田魔女の下で使い魔をしていたが蒲田魔女の稼ぎ（能力）が低いため、「この甲斐性なし!」と吐き捨てて失踪。その後は他の魔女の下で使い魔をしていたが、猫カフェで稼ぐことを覚えて蒲田に出戻ってきた。
好きな食べ物は高級な鶏肉。
ココ
「ニャポレオン」の指名ナンバー2。源氏名は「エリザベス」。3月30日生まれ、神奈川県出身、5歳。種別はメイン・クーン（血統書付き）。
メイン・クーンの血統書付きとして生まれた高級猫だったが、気が強すぎてペットショップで売れ残っていたところをニャポレオンのオーナーに1歳になってから引き取られた。
趣味は新猫教育・毛づくろい。
特技は、顧客のニーズを素早く読み取ること。
指名ナンバー3のサユリと仲が良く、よく一緒にいる。
サユリ
「ニャポレオン」の指名ナンバー3。本名・誕生日・出身地・種別などは不明。4歳。元・野良猫。
ノリオ
品川魔女の使い魔。雄。誕生日・年齢・出身地・種別などは全て不明。
血統書付きの高級猫であり、使い魔としても非常に優秀だが、血統書付きとは思えないような容姿をしている。

## 書誌情報
- かずといずみ 『蒲田魔女』 角川書店〈角川コミックス・エースエクストラ〉（2012年7月4日発行、ISBN 978-4-04-120302-6）